# Francisco Martínez (giocatore di calcio a 5)
Francisco Javier Martínez Villalba (12 gennaio 1993) è un giocatore di calcio a 5 paraguaiano.

## Carriera
Francisco Martínez ha iniziato a giocare a calcio a 5 nel Coronel Escurra insieme al fratello gemello Hugo. Nell'estate del 2015 passa al Cerro Porteño con cui vince, nel 2016, la Coppa Libertadores: si tratta della prima volta per una squadra non brasiliana. Oltre che nel campionato paraguaiano, Martínez ha giocato anche in quello campionato argentino, indossando le maglie di Barracas Central e San Lorenzo. Con la Nazionale maschile di calcio a 5 del Paraguay ha disputato tre edizioni della Copa América e due Coppe del Mondo.

## Palmarès
- Coppa Libertadores: 1
Cerro Porteño: 2016